# Siegfried Fehmer
Siegfried Wolfgang Fehmer, född 10 januari 1911 i München, död 16 mars 1948 i Oslo (avrättad), var en tysk jurist och SS-Hauptsturmführer som under andra världskriget tjänstgjorde för Gestapo i Oslo. Han använde ofta tortyr för att tvinga ur information av norrmän som arresterats för deltagande i eller misstanke om motståndsverksamhet.
Fehmer blev efter kriget dömd till döden för krigsbrott.

## Biografi

### Bakgrund
Fehmer växte upp i Moskva med balttyska föräldrar från Lettland. Fadern var arkitekt och familjen hade ryskt medborgarskap. Han upplevde den ryska revolutionen på nära håll, men familjen flydde till Tyskland 1918 och fick tyskt medborgarskap.

### Karriär före andra världskriget

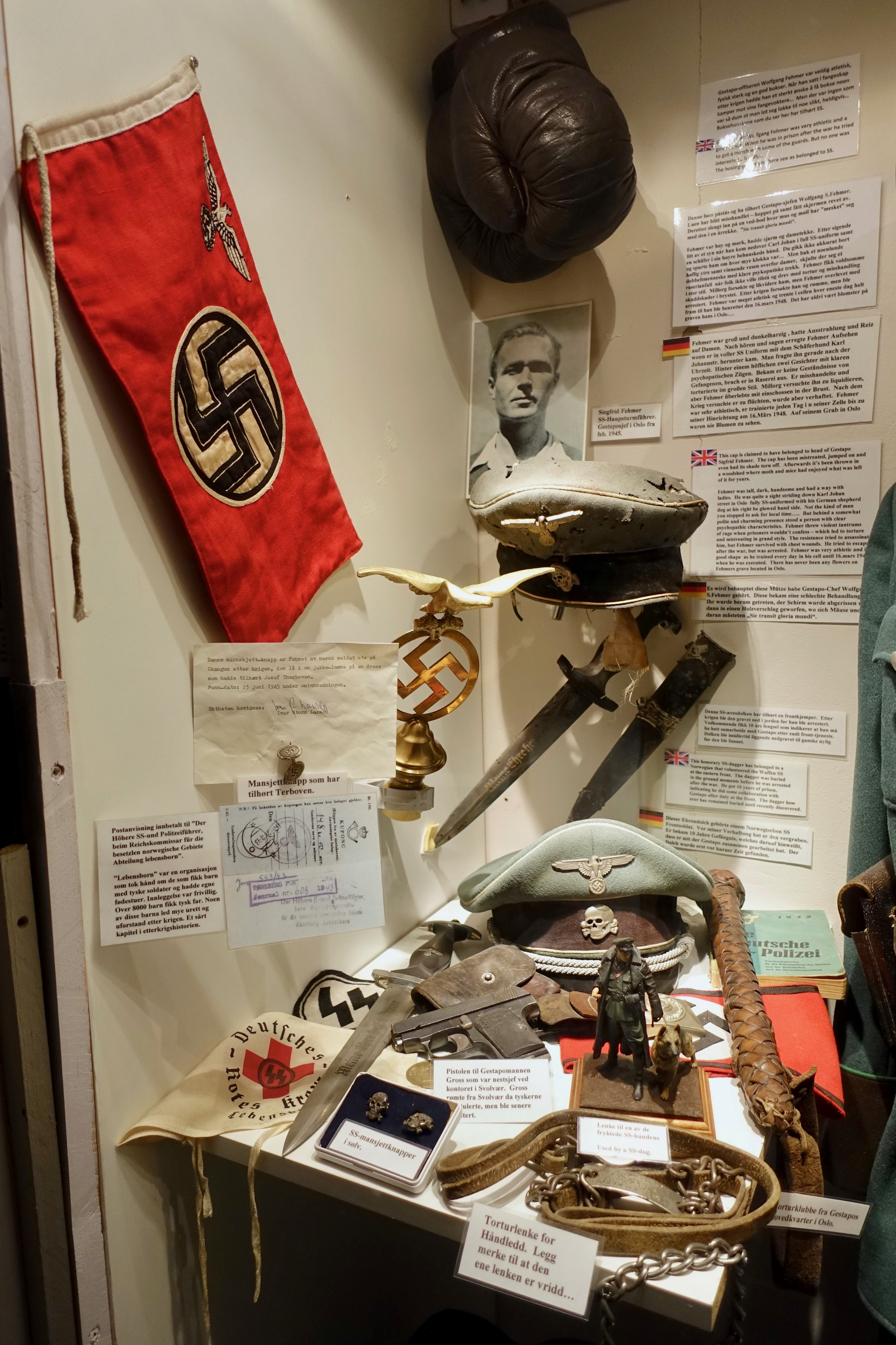
Porträtt av Wolfgang Fehmer, hans boxningshandskar och förmodligen skärmmössa (överst), tortyrlänkar och klubba i Lofoten Krigsminnemuseum i Svolvær.

Fehmer blev medlem av NSDAP i januari 1930 medan han studerade rättsvetenskap vid Friedrich-Wilhelms-Universität (i dag Humboldtuniversitetet) i Berlin. Han tvingades att avbryta juridikstudierna efter referendar-examen av ekonomiska skäl 1934. Han blev då anställd av Gestapo där han började i avdelningen som arbetade med kommunistärenden, först i Berlin och senare i Östpommern 1936–1937, i Köslin (numera Koszalin) 1937–1939 där han var chef för kontraspionaget. Fehmer uppnådde tjänstegraden Hauptsturmführer i SS.
Efter den tyska invasionen av Polen i september 1939 fick han som specialuppdrag av Sturmbannführer Walter Schellenberg att förhöra två brittiska SIS-agenter, och detta ska ha givit honom god insikt i hur de allierade underrättelsetjänsterna arbetade.

### Andra världskriget

#### Tjänsten i Norge
Därefter tjänstgjorde Fehmer i Wiesbaden under Heinrich Fehlis fram till att han den 29 april 1940 kommenderades till Norge. Där arbetade han för Gestapo fram till kapitulationen våren 1945. Fehmer hade kontor vid Victoria terrasse. Han använde ofta tortyr för att tvinga ut information av norrmän arresterade för deltagande i eller misstanke om motståndsverksamhet. Hans förhör av offren skiftade mellan skenbar vänlighet och ren sadism. I februari 1945 blev han befordrad till att leda Gestapos Osloavdelning (Abteilung IV SiPo/Sicherheitsdienst) med polisgraden Kriminalrat och SS-graden Hauptsturmführer. Som chef för avdelning IV var han ansvarig för förhör av en rad tongivande motståndsmän och -kvinnor. Han blev senare dömd för tjugo fall av tortyr. I flera fall deltog han personligen i tortyren.

### Rättegång
När Nazityskland kapitulerade den 8 maj 1945, flydde Fehmer från Oslo och försökte att gömma sig som menig bland de tyska krigsfångarna på Haslemoen, men avslöjades i fånglägret. Den 24 februari 1948 blev Fehmer av Norges Høyesterett dömd till döden för krigsbrott. I fångenskapen skrev han 1946 manuset Meine Tätigkeit bei der geheimen Staatspolizei: Erlebnisse, Erfahrungen, Erkenntnisse (ungefär Mitt arbete i den hemliga statspolisen: upplevelser, erfarenheter, upptäckter).
Fehmer avrättades genom arkebusering på Akershus fästning den 16 mars 1948.

## Populärkultur
- I filmen Max Manus (2008) gestaltades Fehmer av den tyske skådespelaren Ken Duken.